# Ungarn ved sommer-OL 2020
Ungarn deltog under Sommer-OL 2020 i Tokyo som blev afviklet i perioden 23. juli til 8. august 2021.

## Medaljer
| 2020 Tokyo | Guld | Sølv | Bronze | Total |
| Ungarn     | 6    | 7    | 7      | 20    |

### Medaljevinderne
| Ungarn under sommer-OL 2020 i Tokyo | Ungarn under sommer-OL 2020 i Tokyo | Ungarn under sommer-OL 2020 i Tokyo | Ungarn under sommer-OL 2020 i Tokyo | Ungarn under sommer-OL 2020 i Tokyo |
| Medalje                             | Navn | Sport                               | Event                               | Dato                                |
| ----------------------------------- | --- | ----------------------------------- | ----------------------------------- | ----------------------------------- |
| Guld                                | Áron Szilágyi | Fægtning                            | Mændenes sabel                      | 24. juli                            |
| Guld                                | Kristóf Milák | Svømning                            | Mændenes 200 meter butterfly        | 28. juli                            |
| Guld                                | Bálint Kopasz | Kano og kajak                       | Mændenes K-1 1000 meter             | 3. august                           |
| Guld                                | Tamás Lőrincz | Brydning                            | 77 kg græsk-romersk stil            | 3. august                           |
| Guld                                | Sándor Tótka | Kano og kajak                       | Mændenes K-1 200 meter              | 5. august                           |
| Guld                                | Danuta Kozák Tamara Csipes Anna Kárász Dóra Bodonyi | Kano og kajak                       | Damernes K4 500 m                   | 7. august                           |
| Sølv                                | Gergely Siklósi | Fægtning                            | Herrernes kårde                     | 25. juli                            |
| Sølv                                | Kristóf Milák | Svømning                            | Mændenes 100 meter butterfly        | 31. juli                            |
| Sølv                                | Ádám Varga | Kano og kajak                       | Mændenes K-1 1000 meter             | 3. august                           |
| Sølv                                | Zsombor Berecz | Sejlsport                           | Mændenes finn                       | 3. august                           |
| Sølv                                | Viktor Lőrincz | Brydning                            | Mændenes 87 kg græsk-romersk stil   | 4. august                           |
| Sølv                                | Kristóf Rasovszky | Svømning                            | Men's 10 kilometre open water       | 5. august                           |
| Sølv                                | Tamara Csipes | Kano og kajak                       | Damernes K-1 500 meter              | 5. august                           |
| Bronze                              | Áron Szilágyi András Szatmári Tamás Decsi Csanád Gémesi | Fægtning                            | Men's team sabre                    | 28. juli                            |
| Bronze                              | Krisztián Tóth | Judo                                | Men's 90kg                          | 28. juli                            |
| Bronze                              | Danuta Kozák Dóra Bodonyi | Kano og kajak                       | Women's K-2 500 metres              | 3. august                           |
| Bronze                              | Sarolta Kovács | Moderne femkamp                     | Women's individual                  | 6. august                           |
| Bronze                              | Gábor Hárspataki | Karate                              | Men's 75 kg                         | 6. august                           |
| Bronze                              | Ungarns landshold i vandpolo - Edina Gangl - Dorottya Szilágyi - Vanda Vályi - Gréta Gurisatti - Gabriella Szűcs - Rebecca Parkes - Anna Illés - Rita Keszthelyi - Dóra Leimeter - Anikó Gyöngyössy - Natasa Rybanska - Krisztina Garda - Alda Magyari | Vandpolo                            | Women's tournament                  | 7. august                           |
| Bronze                              | Ungarns landshold i vandpolo - Viktor Nagy - Dániel Angyal - Krisztián Manhercz - Gergő Zalánki - Márton Vámos - Norbert Hosnyánszky - Mátyás Pásztor - Szilárd Jansik - Balázs Erdélyi - Dénes Varga - Tamás Mezei - Balázs Hárai - Soma Vogel        | Vandpolo                            | Men's tournament                    | 8. august                           |